# Paranisacantha spinulosa
Paranisacantha spinulosa är en insektsart som först beskrevs av Lucien Chopard 1952.  Paranisacantha spinulosa ingår i släktet Paranisacantha och familjen Anisacanthidae. Inga underarter finns listade i Catalogue of Life.